# Дафт Пънк
Дафт Пънк (Daft Punk) е френски електронен танцувален дует, съставен от парижаните Ги-Манюел дьо Хомем-Кристо и Тома Бангалтер. Името е избрано под влиянието на рецензия в британското списание „Мелъди Мейкър“, което описва първата им съвместна изява в китарната група „Дарлин“ като „купища глупав пънк“.

## Развитие
Дебютният сингъл на „Дафт Пънк“ е озаглавен The New Wave (Soma, 1993). След него записват сингъла Da Funk (1995), който има голям търговски успех. Албумът Homework (Virgin, 1997) е смятан за новаторска съвкупност от различни стилове (техно, хаус, ейсидхаус, електронна музика). Сингълът Around the World е с най-голям успех.
През 2001 година на пазара е пуснат албумът Discovery, чийто стил наподобява синтпоп. В сравнение с Homework, този албум е с по-голяма комерсиална насоченост, което разочарова част от почитателите на групата. Въпреки това продажбите на албума вървят добре и той достига второ място в класациите във Великобритания, като сингълът One More Time става голям клубен хит и дуетът привлича нови почитатели. Според някои заглавието Discovery (букв. „откритие“) е игра на думи и означава „много диско“ (на английски: very disco), тъй като стилът на изпълнение е близък с дискомузиката. В интервю за сп. „Ремикс Мегазин Онлайн“ групата казва, че албумът е замислен като опит за повторно свързване с безгрижния и непредубеден начин на мислене, характерен за фазата на откритията в детската възраст. Това обяснява използването на теми и семпъли от края на 70-те и началото на 80-те години.

## Дискография

### Албуми
- Homework (1996)
- Discovery (2001)
- Alive 1997 (2001)
- Human After All (2005)
- Alive 2007 (2007)
- Random Access Memories (2013)

### Сингли
- The New Wave (1994)

От Homework:
- Da Funk (1996)
- Around The World (1997)
- Burnin' (1997)
- Revolution 909 (1997)

От Discovery:
- One More Time (2000)
- Aerodynamic (2001)
- Digital Love/Aerodynamic (2001)
- Harder, Better, Faster, Stronger (2001)
- Face to Face (2001)
- Something About Us (2004)

От Human After All:
- Robot Rock (2005)
- Technologic (2005)
- Human After All (2005)
- The Prime Time of Your Life (2005)

От Random Access Memories:
- Get Lucky (2013)
- Lose Yourself to Dance (2013)
- Doin' It Right (2013)
- Instant Crush (2013)
- Give Life Back to Music (2014)

### Филми
- Tron: Legacy (2010)

### Ремикс Албуми
- Daft Club (2003)
- Human After All: Remixes (2006)
- Tron: Legacy Reconfigured (2011)

## Филмография
- D.A.F.T. - A Story About Dogs, Androids, Firemen and Tomatoes (DVD/VHS, 1999)
- Interstella 5555 (The 5tory of the 5ecret 5tar 5ystem) (DVD, 2003)
- Daft Punk's Electroma (DVD, 2006)